# ألكسندر أمانسيو
ألكسندر أمانسيو (بالإنجليزية: Alexandre Amancio)‏ هو مصمم ألعاب فيديو كندي ، عمل كمدير إبداعي ومدير فني في فرع شركة يوبي سوفت الموجود في مونتريال الكندية يوبي سوفت مونتريال. بدأ عمله في يوبي سوفت في عام 2005 مع لعبة فار كراي 2 ثم انتقل أمانسيو للعمل على سلسلة أساسنز كريد في عام 2010 من خلال عمله كمدير إبداعي لجزء أساسنز كريد: ريفليشنز.

## أعمال
- أساسنز كريد يونيتي (2014) (مخرج)
- أساسنز كريد ريفليشنز (2011) (مخرج)
- فار كراي 2 (2008)
- ستيل لايف (2005)
- نيت أبرنيتيك: ميموريكز أدفنشرز (2004)
- تنس ماسترز سيريس 2003 (2002)

## روابط خارجية
- ألكسندر أمانسيو على موقع IMDb (الإنجليزية)